# NGC 2693
NGC 2693 (również PGC 25144 lub UGC 4674) – galaktyka eliptyczna (E1), znajdująca się w gwiazdozbiorze Wielkiej Niedźwiedzicy. Odkrył ją William Herschel 17 marca 1790 roku. Stanowi parę z sąsiednią, mniejszą galaktyką NGC 2694.